# Ben van Berkel
Pour les articles homonymes, voir van Berkel.
Ben van Berkel est un architecte néerlandais né en 1957. Il est l'un des fondateurs de l'agence d'architecture UNStudio.

## Biographie
Il fait ses études à la l'académie Rietveld à Amsterdam puis à l'Architectural Association (AA) de Londres, sortant diplômé avec mention en 1987.
En 1988 il fonde avec Caroline Bos une agence d'architecture à Amsterdam, Van Berkel & Bos Architectuurbureau, réalisant, entre autres, le projet de l'immeuble de bureaux Karbouw, le pont Érasme à Rotterdam, le musée Het Valkhof à Nimègue, la maison Möbius et l'équipement NMR pour l'université d'Utrecht.
En 1998, Ben van Berkel et Caroline Bos fondent une nouvelle agence, UNStudio (UN pour United Net, réseau uni). UNStudio se présente comme un réseau de spécialistes de l'architecture, de la programmation urbaine et des infrastructures. Les projets auxquels ils répondent sont alors des restructurations de l'espace urbain autour de la gare d'Arnhem, la rénovation du centre commercial à Kaohsiung, un plan d'ensemble pour le quartier autour de la gare de Basauri, une salle de concert à Graz et la restructuration de l'embarcadère Parodi dans le port de Gênes. Avec UNStudio il réalisa entre autres le musée Mercedes-Benz à Stuttgart, la façade et la rénovation intérieure des magasins Galleria à Séoul et une maison particulière, la VilLa NM au nord de New York.
Ben van Berkel fait des conférences et a enseigné dans de nombreuses écoles d'architecture dans le monde, dont l'Université Columbia et l'AA. Aujourd'hui il est professeur de design conceptuel à l'École Städel de Francfort. Ce qui lui importe dans son enseignement est l'approche inclusive du travail architectural intégrant l'organisation et la construction technique virtuelle et matérielle.

## Principaux projets
- Pont Erasme, Rotterdam (1996).
- Musée Valkhof, Nimègue (1998).
- Musée Mercedes-Benz, Stuttgart (2006).
- Théâtre MUMUTH, Graz (2008).
- Résidence Ardmore, Singapour (2013).
- Gare centrale d'Arnhem, Arnhem (2015).
- Four, complexe immobilier constitué de 4 gratte-ciels Francfort-sur-le-Main (2022-2025)